# 성 마르코 콥트 정교회 대성당
성 마르코 콥트 정교회 대성당(아랍어: كاتدرائية القديس مرقس القبطية الأرثوذكسية)은 이집트 카이로에 위치한 콥트 정교회의 대성당이다.

## 같이 보기
- 2016년 카이로 콥트 교회 폭탄 테러